# Jerónimo Treviño
José Jerónimo de los Dolores Treviño y Leal, conocido simplemente como Jerónimo Treviño (Cadereyta Jiménez, Nuevo León; 17 de noviembre de 1835 - Laredo, Texas; 13 de noviembre de 1914) fue un destacado militar y político mexicano que participó en la Guerra de Reforma y en la Segunda intervención francesa en México, guerras en las cuales destacó en varios hechos de armas.
Después de la caída del imperio de Maximiliano fue gobernador del Estado de Nuevo León en varias ocasiones, y entre 1880 y 1881 fue secretario de Guerra y Marina de México en el gabinete del Manuel González Flores. Junto con el general Francisco Naranjo se convirtió en el hombre fuerte del noreste del País, con el apoyo del gobernador Genaro Garza García. Sin embargo, su influencia y poder en la entidad fueron disminuyendo con la llegada al poder del general Bernardo Reyes.
Llegó a participar en los inicios de la Revolución mexicana tras la caída de Bernardo Reyes, y apoyó a Francisco I. Madero en el derrocamiento de Porfirio Díaz. Tras los sucesos de la Decena Trágica y la subida al poder de Victoriano Huerta, fue nombrado nuevamente gobernador de Nuevo León, cargo en el cual duró un mes. Rechazó formar parte del movimiento contra Huerta, por lo que partió al exilio.

## Infancia
Nació en la Hacienda de Chihuahua (conocida también como "Chihuahuita"), en la villa (hoy municipio) de Cadereyta Jiménez, Nuevo León, el 17 de noviembre de 1835, y fue bautizado el día 22 del mismo mes, siendo el sexto de los siete hijos de Don Antonio Treviño y Pereyra y doña María Francisca Leal Tijerina, modestos rancheros que vivían del producto de la tierra. Desde pequeño, Jerónimo se distinguió por su inteligencia y agilidad en los deportes, particularmente la equitación. Realizó sus estudios primarios en su natal Cadereyta, donde aprendió a leer y a escribir, al igual que algo de doctrina cristiana y aritmética, de acuerdo al método lancasteriano imperante en aquella época. Después cursó la secundaria en el Seminario de Monterrey, pero tuvo que interrumpir sus estudios al estallar la Guerra de Reforma.

## Carrera militar

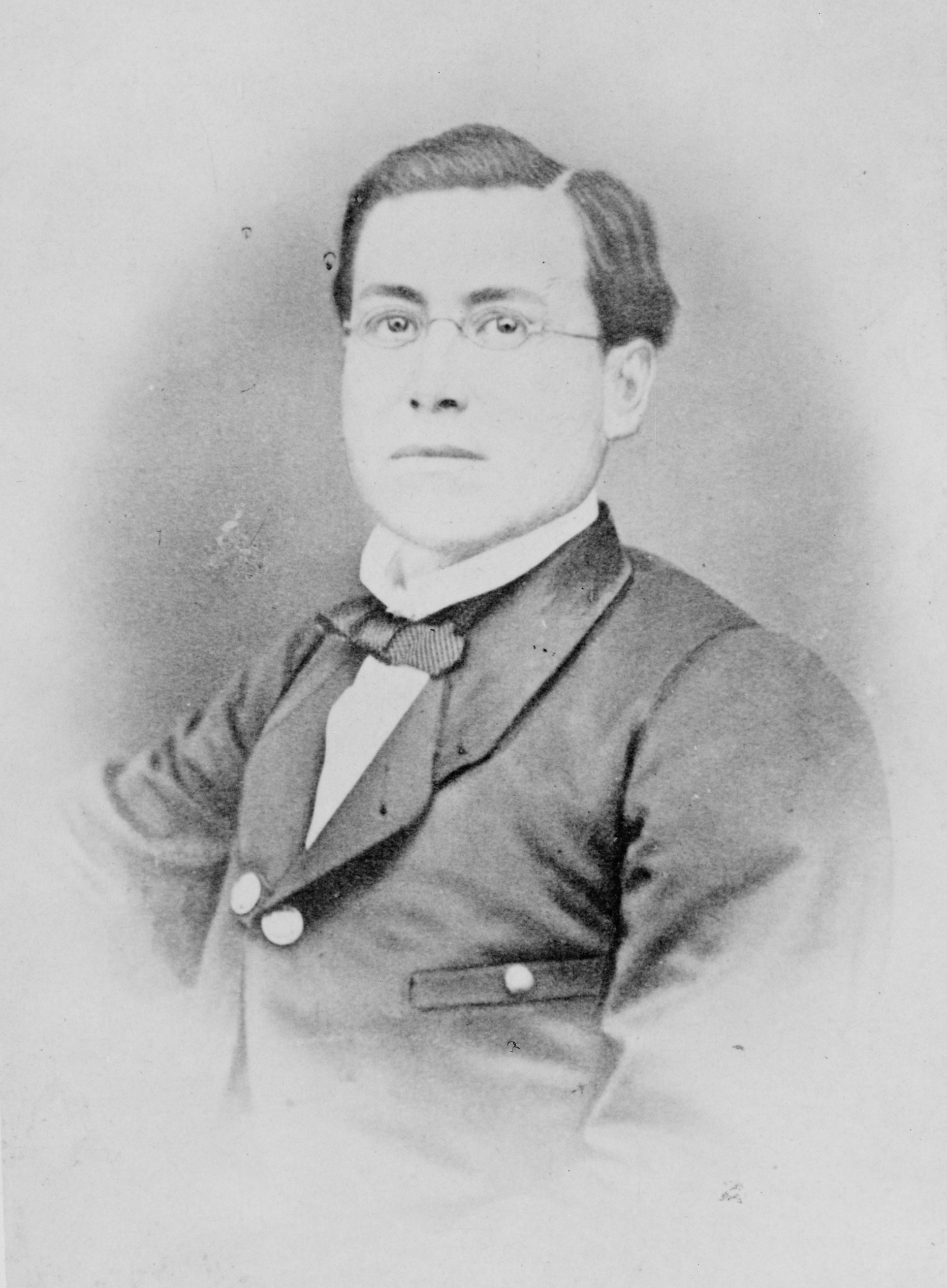
General Ignacio Zaragoza, con quien Treviño combatió en la defensa de la Ciudadela de Monterrey en 1858.

En 1856 Treviño se unió a la Guardia Nacional del Estado, combatiendo en la defensa de la Ciudadela de Monterrey en contra de las tropas del entonces gobernador de Tamaulipas, el general Juan José de la Garza, que tenía la intención de combatir al gobernador de Nuevo León Santiago Vidaurri. Inició su carrera militar como alférez en el primer cuerpo de Lanceros de San Luis el 15 de enero de 1858, después con los "Blusas" al mando del general Juan Zuazua y llegó a formar parte del Primer Cuerpo de Caballería del Norte, con el que llegaría a alcanzar el grado de capitán, por su participación en la lucha, el 25 de abril de 1859, y al año siguiente fue nombrado Comandante de Escuadrón.

### Guerra de Reforma
En el lapso que transcurrió entre el movimiento de Reforma y la restauración de la República, participó en numerosas acciones militares de importancia, entre las que destacan: los combates de la Bufa, Carretas y Zacatecas, así como en San Luis Potosí, Atenquique, Ahualulco, San Juan de los Lagos, donde resultó herido, y en la Garita de San Cosme, en la Ciudad de México. Estando en Nuevo León, siguió apoyando a los liberales, aun cuando las diferencias entre el presidente Benito Juárez y el gobernador Vidaurri se tornaron irreconciliables.
Treviño llegó a participar en los acontecimientos que surgieron en Nuevo León, cuando en esos momentos surgieron disputas entre el gobernador Vidaurri y los jefes liberales (Santos Degollado e Ignacio Zaragoza), poniéndose al lado de éstos en contra de Vidaurri, quienes lo depusieron y colocaron en el gobierno de Nuevo León al general José Silvestre Aramberri.

### Intervención Francesa

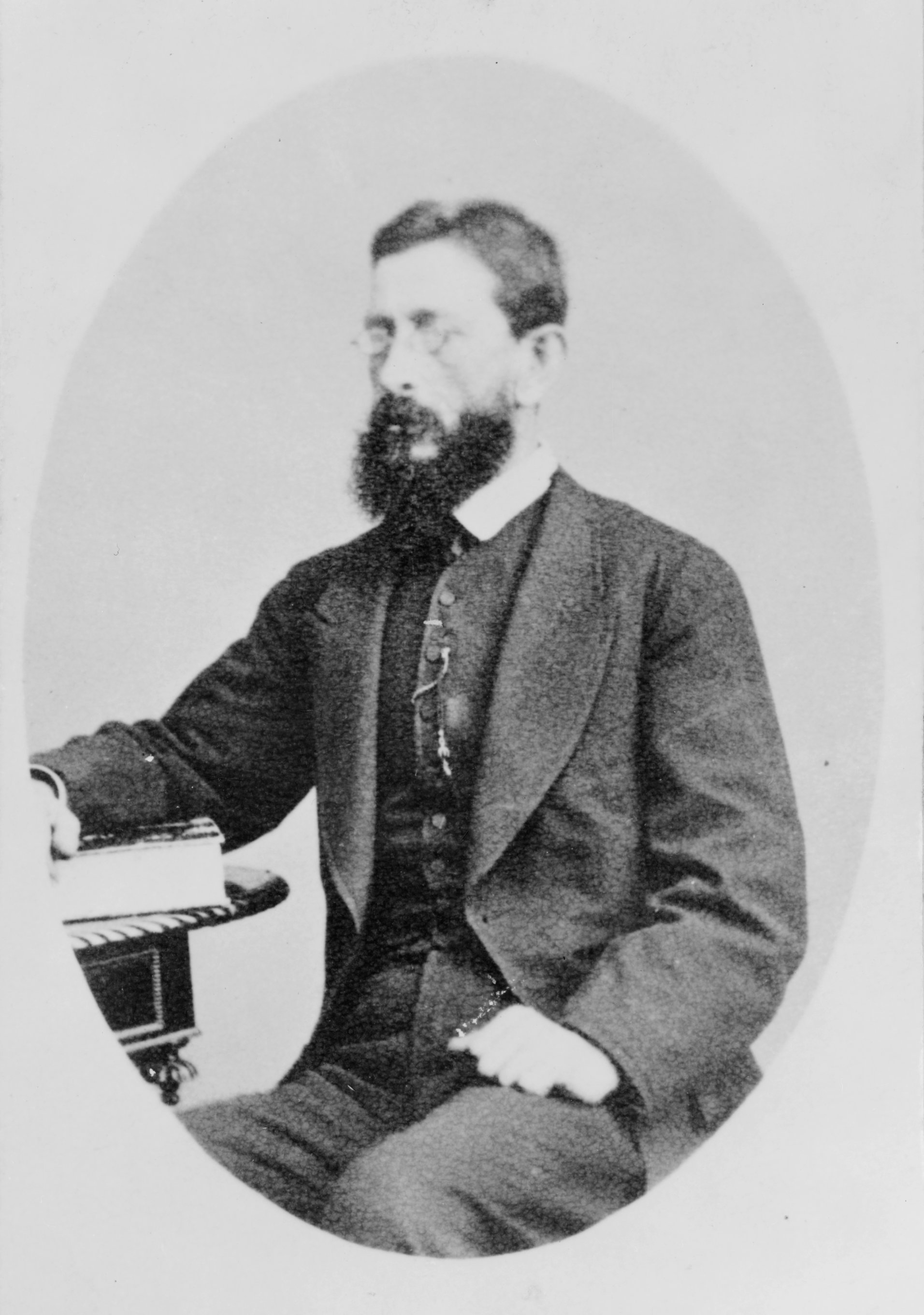
General Mariano Escobedo, a quien Treviño acompañó en casi todas las campañas durante la Intervención Francesa, incluyendo el célebre Sitio de Querétaro donde resultó herido.

Durante la Intervención Francesa, Treviño participó en el Sitio de Puebla en 1863, del cual logró escabullirse para pelear en San Lorenzo a las órdenes de Comonfort, pero al ser vencido, Treviño se dirigió a Oaxaca a las órdenes de Mariano Escobedo, y luego en el Istmo de Tehuantepec, junto a Porfirio Díaz; en ese mismo año obtuvo el grado de teniente coronel.
Estando en Oaxaca en 1865, realizó una larguísima travesía a caballo de sur a norte, desde Oaxaca hasta Nuevo León para reunirse con Mariano Escobedo, siendo acompañado por otros militares, como el general Pedro Martínez. En 1866, cuando Nuevo León estaba en poder de los invasores, sucedieron importantes batallas en donde Treviño, quien había sido ascendido a Coronel de caballería, participó de manera sobresaliente, como en la batalla de Santa Isabel, cerca de Parras, ocurrida el 1.º de marzo de 1866, en donde peleó a las órdenes del general Andrés S. Viesca, en la cual Treviño se hizo merecedor del ascenso a General de Brigada, y en la que logró hacerse de más de 300 prisioneros.
Treviño también llegó a destacar en la famosa Batalla de Santa Gertrudis, en ese mismo 1866, en la que el ejército mexicano, al mando del general Escobedo, derrotó de manera indiscutible a las fuerzas imperialistas; la batalla de San Jacinto contra Miramón, y en el Sitio de Querétaro, en el que resultó herido, y donde se logró la captura del emperador Maximiliano.

## Gobernador de Nuevo León

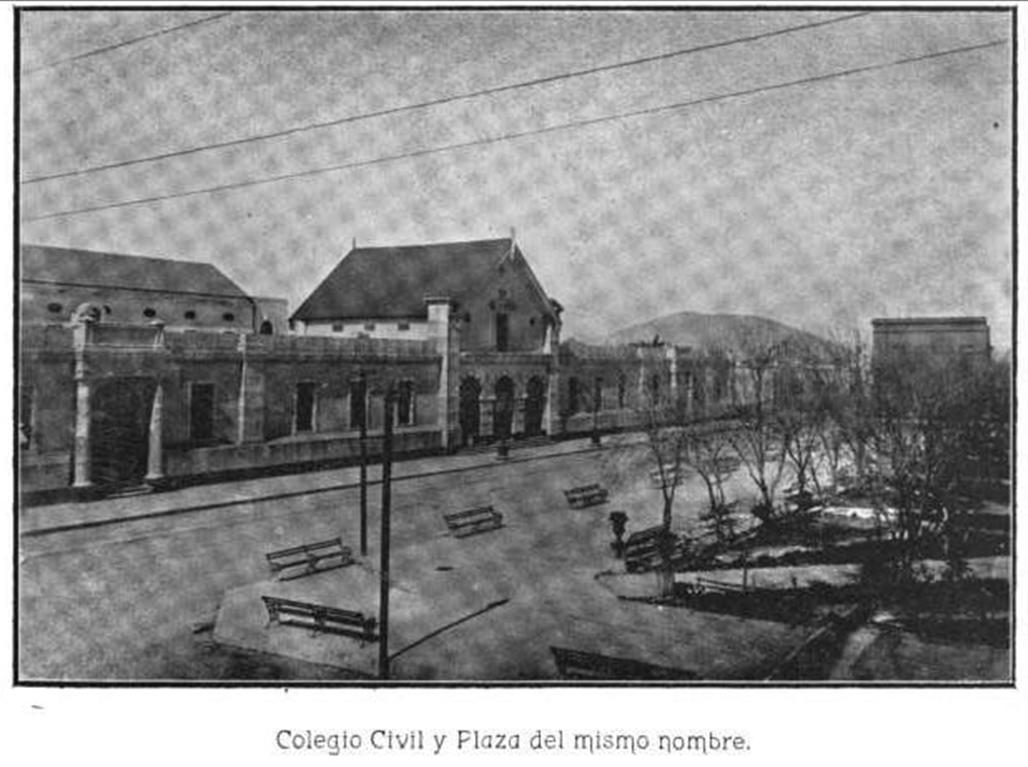
El Colegio Civil, cuna de la Universidad Autónoma de Nuevo León, cuyo edificio fue concluido e inaugurado en 1870, bajo la gubernatura del propio general Jerónimo Treviño.

Derrotados los franceses, Juárez encargó al general Treviño la comandancia militar de la plaza de México, misma que dejó en diciembre de 1867, cuando fue nombrado gobernador constitucional de Nuevo León, en reconocimiento por sus servicios.

### Administración
Según el historiador Santiago Roel, Jerónimo Treviño se distinguió muy poco al frente del gobierno de Nuevo León, e incluso se ha dicho que como estadista no fue un hombre de grandes aciertos pues prefería los campos de batalla.
De su administración se recuerdan los reglamentos promulgados para el Hospital González, otorgó el perdón para quienes se habían involucrado contra el gobierno, se dieron mejoras a la Guardia Nacional y se dio impulso a la educación superior al concluirse el edificio del Colegio Civil en septiembre de 1870, el cual había sido fundado en 1859 por decreto del gobernador José Silvestre Aramberri, y además se creó la Escuela Normal de Profesores, esto último en el momento en que solicitó licencia para ausentarse del gobierno, siendo sustituido por Gonzalitos.
Otras de las aportaciones de su gobierno fue el inicio de la construcción del camino carretero que cruza la Sierra Madre Oriental por la boca de Santa Rosa y comunica al sur del Estado. El 15 de agosto de 1870 se inició la comunicación telegráfica con la Capital de la República y algunas cabeceras municipales, como Cadereyta Jiménez, en octubre del mismo año. Además se dio apoyo a la industrialización, por ejemplo, la instalación de una fábrica de lienzos blancos que se autorizó en mayo de 1871, empresa que hasta la fecha, con dificultades, funciona en El Cercado, con el nombre de Textiles de Monterrey, filial de los Almacenes El Porvenir.

#### La revuelta de Cenobio Díaz
A fines de 1868 un antiguo comandante imperialista llamado Cenobio Díaz se fugó de Monterrey,  organizó una partida de 25 hombres y entró a Villa del Carmen proclamando la Constitución de 1857 y desconoció a las autoridades estatales. Obraba en combinación con el general Quiroga quien, desde Laredo, Texas, preparaba un movimiento armado en contra del gobierno general. Treviño, al frente de una fracción de la tropa lo persiguió dándole alcance en Mamuliqui y derrotándolo. Díaz pudo escapar y se internó en Tamaulipas, en donde más tarde fue aprehendido.

#### Nuevas villas
El 9 de diciembre de 1868, el rancho "El Puntiagudo" pasó a llamarse a lo que hoy se conoce como el municipio de General Treviño, en ese entonces en calidad de Villa; aparte también se crearon los municipios de General Escobedo en la antigua Hacienda del Topo de los Ayala, en honor al general Mariano Escobedo; el antiguo rancho del Toro se convirtió en General Bravo en honor al general insurgente Nicolás Bravo; y la hacienda de San José se transformó en Villa de Juárez.

#### Reelección en 1869 y situación en el Estado
En octubre de 1869 Treviño fue reelegido, por lo que desempeñó el cargo durante dos períodos consecutivos. Durante esta etapa la situación en el Estado continuaba empeorando: la hacienda estaba en completa bancarrota; el sistema de contribuciones se mantenía aún arbitrario e injusto, al grado de que obreros y campesinos comenzaban a emigrar porque no podían cubrir los impuestos personales que se les habían aplicado.

## Ruptura con Juárez y la Revolución de la Noria

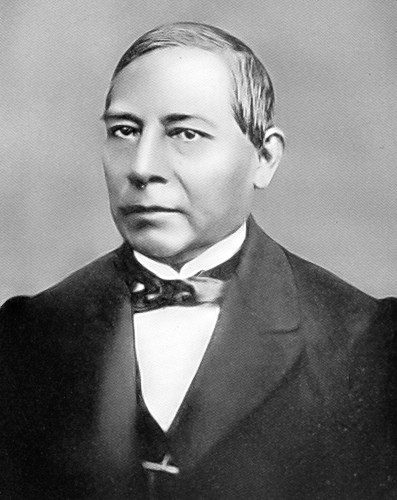
En 1871, Benito Juárez lanzó su candidatura para la presidencia de la República, causando indignación entre muchos de sus antiguos partidarios que se opusieron a la reelección, provocando que surgiera la Revolución de La Noria, encabezada por Porfirio Díaz, a la que Jerónimo Treviño también apoyó, y sin embargo terminaron siendo derrotados por las fuerzas federales. Al año siguiente, en 1872, falleció Juárez, siendo sustituido por Sebastián Lerdo de Tejada.

En virtud de que a finales de 1871 concluía el período de gobierno para el que fue elegido, el 18 de marzo de ese año, Treviño lanzó un manifiesto indicando "la conveniencia de que no se trabajara por su reelección en el gobierno, pues de este modo, se traicionarían los principios democráticos y que era indispensable poner los ojos en hombres nuevos".

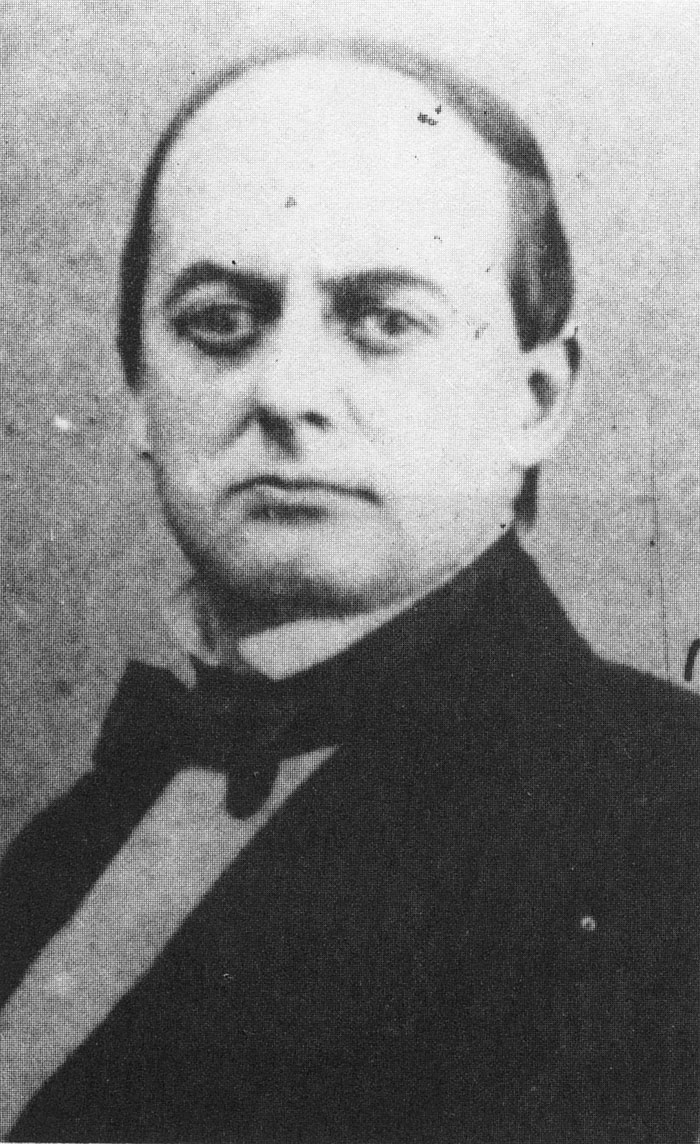
Sebastián Lerdo de Tejada, presidente de la Suprema Corte de Justicia, ocupó la presidencia de la República a la muerte de Benito Juárez. Otorgó una amnistía a los rebeldes que intentaron derrocar al presidente Juárez, con lo que el país estuvo en paz hasta 1876, cuando surgió la rebelión de Tuxtepec, lo que contribuyó a su renuncia y posterior salida del país.

El 19 de septiembre de 1871, en medio de un ambiente de oposición, Treviño fue declarado nuevamente gobernador del Estado para el bienio 1871 - 1873, en unas elecciones consideradas como fraudulentas, contra Simón de la Garza Melo. Sin embargo, no llegaría a tomar posesión del cargo, ya que ocho días después, el 27 de septiembre, publicó un manifiesto mediante el cual desconocía al presidente Benito Juárez, acusándolo de querer perpetuarse en la presidencia de la República, y se adhirió al movimiento de la Noria acaudillado por Porfirio Díaz. Treviño salió entonces de Monterrey para combatir y el 4 de octubre dejó al licenciado Genaro Garza García como gobernador y comandante militar. Llegó a ser secundado por los generales Francisco Naranjo, Ignacio y Pedro Martínez, Trinidad García de la Cadena, Donato Guerra, y el propio Díaz.
El problema que animó a los firmantes del "Plan de la Noria", se suscitó el 25 de junio de 1871, por las elecciones para presidente de la República, donde contendieron Juárez, Lerdo de Tejada y Díaz. Los resultados en su opinión fueron fraudulentos.
Los inconformes al principio lograron avances, pero fueron derrotados por las fuerzas leales al gobierno al mando de los generales Sóstenes Rocha y Lázaro Garza Ayala, a quienes entregaron las armas y pactaron su retirada. Con esto, Treviño se retiró a su hacienda "La Babia", en Múzquiz, Coahuila. Ante esta actitud de los rebeldes, el presidente Juárez desconoció los Poderes y designó como Gobernador y Comandante Militar del Estado a Garza Ayala.
La rebelión estaba ya dominada cuando el 18 de julio de 1872 murió don Benito Juárez; le sucedió en el poder Sebastián Lerdo de Tejada, quien promulgó una amnistía para aquellos que se habían levantado en armas contra la administración juarista, y así Nuevo León recuperó la calma. Treviño incluso llegó a reconocer al gobierno de Lerdo de Tejada.

## Rebelión de Tuxtepec y relaciones con Díaz

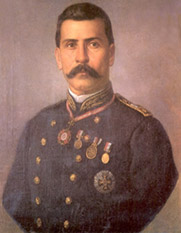
El dictador Porfirio Díaz llevó a cabo entre 1871 y 1876 dos levantamientos para evitar las reelecciones de Juárez primero y después la de Lerdo de Tejada. En ambos participó Jerónimo Treviño, al lado de Díaz, encabezando a los rebeldes.

En enero de 1876 Porfirio Díaz se levantó nuevamente en armas enarbolando el Plan de Tuxtepec, con el que se oponía a la reelección de Lerdo de Tejada. Este movimiento fue de inmediato apoyado en Nuevo León por los generales Treviño y Francisco Naranjo, que llegaron a participar del lado porfirista en la célebre Batalla de Icamole contra los generales Carlos Fuero, Julián Quiroga y Juan E. Guerra. Se desató una enconada lucha y, aunque sufrieron varias derrotas, para noviembre los rebeldes habían ya vencido a las fuerzas leales al gobierno.
El 22 de noviembre de 1876, el general Díaz hizo su entrada triunfante a la Capital y accedió a la Presidencia de la República, mientras que Treviño, quien era jefe de las fuerzas en el norte, recuperó posiciones como Saltillo y Monterrey.
Una vez restablecido el orden constitucional, tras el triunfo del Plan de Tuxtepec, Treviño fue elegido gobernador y tomó posesión el 12 de marzo de 1877; sin embargo, apenas había transcurrido un mes cuando el 16 de abril presentó su renuncia al cargo, sustituyéndolo el Licenciado Genaro Garza García.
Durante la rebelión de Tuxtepec Jerónimo Treviño había ascendido al grado de general de división y fue jefe de la División del Norte, cargo en el cual dedicó sus esfuerzos a pacificar la zona fronteriza en conjunto con las fuerzas del ejército norteamericano al mando del general Edward Ord, y estableciendo acuerdos de negocios con los Estados Unidos, hasta el 30 de noviembre de 1880, fecha en que se le designó Secretario de Guerra y Marina del gabinete del presidente Manuel González. Su lugar como jefe de la División del Norte fue ocupado por el general Francisco Naranjo, pero al poco tiempo después, Treviño renunció al cargo de Secretario y regresó a su antiguo puesto, siendo nombrado Naranjo como nuevo secretario. Se dice que, siendo todavía Secretario de Guerra, le planteó al presidente González su interés por llegar a ocupar la presidencia de la República.
En marzo de 1883, el general Treviño recibió la visita del general Díaz y partió en una misión por Europa dos meses después de la entrevista, cuyo viaje duró más de nueve meses, lo que dio sospechas a la relación entre Díaz y Treviño, e incluso hacia el propio Naranjo, pues ambos eran de ideas liberales, lo que generaba cierta desconfianza de parte de Díaz hacia ellos, además de que tanto Treviño como Naranjo, se encontraban fuertemente ligados con el gobernador Genaro Garza García. Por ello decidió retirarles todo mando de las tropas hasta el estallido de la Revolución.

## Treviño empresario
El 25 de junio de 1884 Treviño se retiró de la milicia y se dedicó a la labranza de sus propiedades en Coahuila, así como a actividades industriales y ganaderas. Precisamente en Coahuila, organizó una compañía deslindadora de terrenos baldíos que le permitió apropiarse de inmensas superficies; e incluso llegó a decirse que llegó a poseer más de un millón de hectáreas. Contaba además con inversiones en las ramas minera y de fundición, en bancos, transportes y servicios complementarios. Asimismo, en 1887, Treviño, junto al señor John A. Robertson, participó en la empresa que construyó el ferrocarril de Monterrey al Golfo y la línea ramal a Piedras Negras, e intervino en el auge industrial de Monterrey al influir positivamente para que algunas compañías extranjeras invirtieran en Nuevo León. Treviño se convirtió también en uno de los accionistas fundadores del Banco Mercantil de Monterrey en 1899.

## Matrimonio y familia
Jerónimo Treviño contrajo matrimonio en tres ocasiones, quedando viudo de sus primeras dos esposas:
El 2 de febrero de 1867 se casó en San Luis Potosí con María Elena de Jesús Barragán Portillo, de 22 años de edad, originaria de Ciudad del Maíz, con quien tuvo cuatro hijos:
- Ana Treviño Barragán, casada con el alemán Paul Vincent Burchard (1863-1936), con quien tuvo 2 hijas: Olga (1890-1976)y Elena Burchard Treviño (1892-1964).
- Guadalupe Treviño Barragán nacido el 26 de agosto de 1868 en Monterrey, y bautizado el 11 de octubre.
- José Jerónimo Treviño Barragán (1870-1875)
- Jerónimo Joaquín Treviño Barragán, nacido en Monterrey el 21 de agosto de 1871, y bautizado e 4 de octubre.

Doña Elena Barragán falleció en Parras, Coahuila, el 19 de junio de 1875.
Cinco años después, Treviño contrajo segundas nupcias con Roberta Augusta Ord, hija del general norteamericano Edward Ord, el 20 de julio de 1880, con quien dio luz a un hijo al que llamaron Jerónimo como su padre, quien fue apadrinado por el general Díaz en una visita a Monterrey en 1883. La señora Ord falleció el 10 de febrero de 1884, mientras su esposo estaba de viaje por Europa, quedando Treviño viudo por segunda ocasión.
En una visita a Monterrey, contrajo matrimonio por tercera y última ocasión, esta vez con la señorita María Guadalupe Zambrano González, quien era hija de don Eduardo Zambrano (hijo del destacado empresario y político don Gregorio Zambrano) y de Guadalupe González Treviño (hermana de Mercedes González Treviño, madre de don Francisco I. Madero), el 13 de abril de 1885, con quien no tuvo descendencia.

## Revolución, exilio y muerte

### Caída de Reyes y final del régimen porfirista

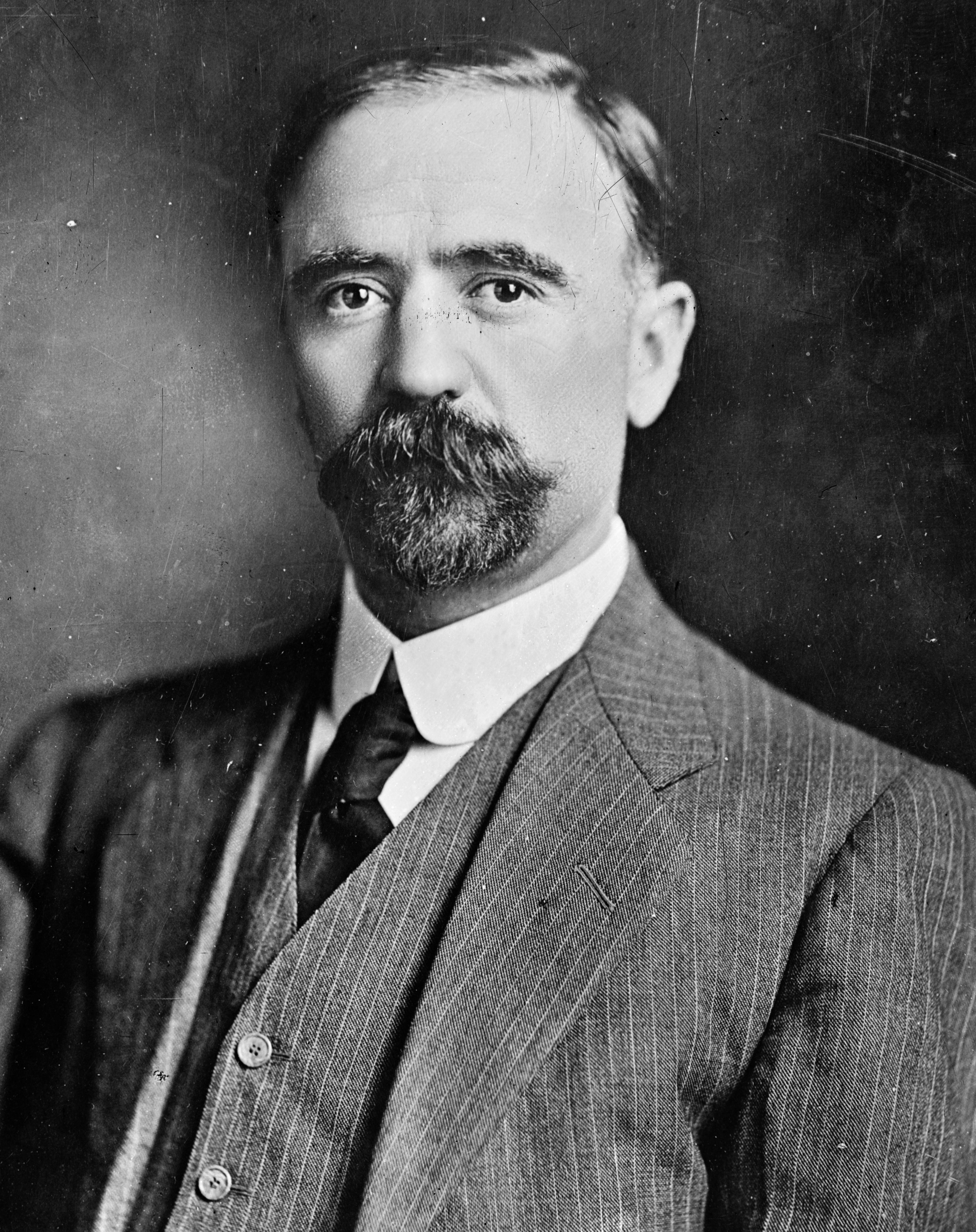
El mismo día en que Francisco I. Madero y José María Pino Suárez fueron asesinados, el 22 de febrero de 1913, el general Treviño ocupó nuevamente la gubernatura de Nuevo León, en sustitución del entonces gobernador Viviano L. Villareal, cargo que ocupó durante aproximadamente un mes.

Para el año de 1909, y ante la proximidad de las elecciones presidenciales, Díaz, quien veía con gran recelo la enorme popularidad que Bernardo Reyes alcanzó en los últimos meses, decidió retirarlo de la jugada, nombrando a Treviño, de entonces 73 años de edad, como Jefe de la III Zona Militar con sede en Monterrey. Aunque aceptó el nombramiento "sin entusiasmo y casi con indiferencia", Treviño aprovechó la oportunidad para destrozar el poder de Reyes, a través del control del ejército.
Sin embargo, este nombramiento se convirtió en un arma de doble filo para Díaz, ya que, al devolverle la autoridad militar a Treviño con el simple objeto de hacer que Reyes renunciara a su interés por la vicepresidencia, significaría también un golpe mortal para su régimen, que muy pronto terminaría desembocando en el movimiento armado encabezado por Francisco I. Madero, primo político del general Treviño, mientras que éste se convertiría en uno de los principales promotores de dicho movimiento.
Para erosionar el poder de Reyes en la entidad, Treviño reemplazó a todos los oficiales reyistas por gente de su absoluta confianza. Poco tiempo después se dirigió a la Ciudad de México para entablar una entrevista con el presidente Díaz. De regreso a Monterrey, Treviño pasó por Saltillo para encontrarse con el gobernador de Coahuila, Miguel Cárdenas de los Santos, al cual Treviño obligó a firmar su renuncia como gobernador.
Un editorialista del periódico El Noticiero —de nombre Juan Luis Cantú— aseguró que, a fines de 1910, Treviño y Madero estuvieron en constante comunicación e hicieron un pacto de no violencia en el Estado, por parte de los seguidores de este último. Sin embargo, a pesar de ello, surgieron tardíamente grupos armados en mayo de 1911 que llevaron a cabo una serie de incursiones por las cabeceras municipales en la entidad. En 1911 Treviño entregó la jefatura de la Zona al general José María Mier, antiguo subordinado suyo y quien fue nombrado gobernador de Nuevo León tras la renuncia de Reyes 2 años antes.

### Régimen maderista en la entidad
Tras la caída del régimen porfirista, Madero y Treviño volvieron a entablar relaciones amistosas para, esta vez, elegir al candidato para la gubernatura del Estado en la renovación de los Supremos Poderes los días 4, 11 y 18 de junio. Al principio Treviño se inclinó por el Ing. Francisco Naranjo García, hijo de su viejo amigo el general Francisco Naranjo, mas sin embargo no obstaculizó el triunfo del lic. Viviano L. Villarreal, antiguo colaborador del general, y quien ya había sido gobernador del Estado en el bienio 1879-1881, para el periodo que comprendería de 1911 a 1915 en unas elecciones relativamente pacíficas, venciendo al Ing. Naranjo por el Partido Independiente.
Al mismo tiempo Madero volvió a ratificar a Treviño como Jefe de la Zona Militar, y una vez hecho esto, Treviño, por su cuenta, hizo vigilar constantemente a Reyes (quien había regresado al país después de la "misión" encomendada por Díaz), y a sus partidarios tanto de uno como del otro lado del Río Bravo, gracias a la labor del fiscal de distrito de Laredo, Texas, Juan A. Valls. Mientras tanto, Reyes proclamó el Plan de la Soledad el 16 de noviembre, desconociendo en él los poderes emanados de las pasadas elecciones y se nombraba a sí mismo Presidente provisional. El plan fracasó, y Reyes se entregó voluntariamente a las autoridades en Linares el 24 de diciembre de 1911. Al día siguiente, mientras estaba en una comida en compañía de su esposa y demás familiares, el general Treviño recibió un telegrama informándole de la captura de Reyes en el municipio de Linares.

### Decena Trágica y regreso a la gubernatura

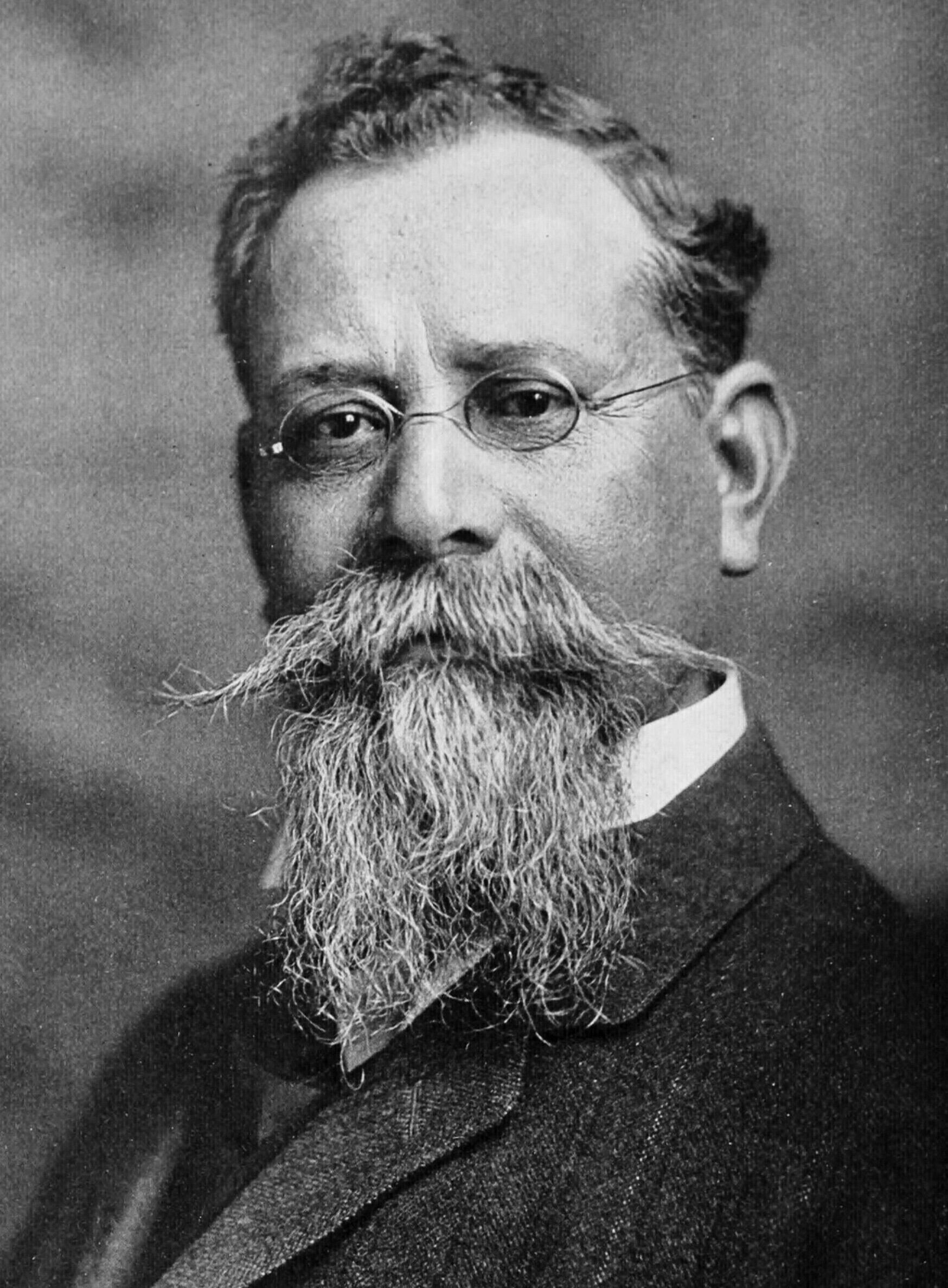
Venustiano Carranza se alzó en armas en contra de Victoriano Huerta, y en ese momento quiso que el general Jerónimo Treviño formara parte del Ejército Constitucionalista, pero Treviño rechazó la oferta, debido a su avanzada edad (tenía 78 años).

El 22 de febrero de 1913, el día en que fueron asesinados Madero y el vicepresidente José María Pino Suárez y enterado de los acontecimientos, el gobernador Villarreal presentó su renuncia al cargo ante el Congreso Local, dejando sin alternativa al congreso para elegir a alguien que impusiera el orden y que no provocara un distanciamiento inmediato con el gobierno central. Después de horas de intensa discusión, el Congreso declaró por unanimidad el retorno del general Treviño a la gubernatura. Treviño tomó posesión del cargo ese mismo día (22 de febrero).
Treviño utilizó sus influencias, y, junto con el lic. Rodolfo Reyes (hijo del general Reyes y uno de los cabecillas del golpe contra el gobierno de Madero), logró poner en libertad al alcalde de Monterrey Nicéforo Zambrano, al jefe de la policía secreta y municipal Alfredo Pérez Garza y al regidor Jerónimo Siller, quienes habían sido arrestados por el gobierno huertista y enviados a la Ciudad de México, acusados de intentar llevar a cabo una insurrección contra el gobierno central; las influencias de Treviño y Rodolfo Reyes evitaron que fueran ejecutados.
A pesar de su regreso a la gubernatura, Treviño ya no representaba el liderazgo que había mostrado en tiempos pasados, siendo simplemente una mera figura simbólica, y representó una gran falta de liderazgo en el estado, la cual se había dado desde la renuncia de Bernardo Reyes, y cuya influencia todavía estaba presente. Esto se hizo evidente en el caso del ejército federal que fue asignado a Monterrey, y que únicamente recibía órdenes directas del centro de la República, además de que se había adueñado de la capital, cosa que no fue fácil de aceptar para Treviño. Y por si no fuera suficiente para él, el general Emiliano Lojero, jefe de la zona militar en sustitución del general Mier, no tenía la más mínima intención de subordinarse a la autoridad de Treviño.
Victoriano Huerta, quién conocía el prestigio del que gozaba Treviño en el noreste del país, y una vez reconocido su gobierno por el congreso local, decidió mantenerlo estrechamente vigilado, tal y como lo había hecho su antiguo protector, el general Reyes, hacéndolo a través del general Lojero. Treviño, quien estaba acostumbrado a la lealtad incondicional militar, no pudo soportar la desconfianza de Lojero; y el 19 de marzo, y sin mediar ninguna explicación, Treviño presentó su renuncia al Congreso, lo cual tomó por sorpresa tanto a los funcionarios públicos como a la población en general. Poco tiempo después Treviño fue aprehendido y llevado a la Ciudad de México, sin mediar ninguna explicación, siendo liberado poco tiempo después. Luego de este incidente, Treviño decidió desterrarse voluntariamente a Nueva Orleans.

### Revolución constitucionalista
Mientras Treviño se encontraba en Nueva Orleans, recibió un mensaje del general Aureliano Blanquet, entonces ministro de guerra, para que ocupara la Presidencia del Supremo Tribunal Militar "en atención a su relevante carrera militar", por lo que se vio obligado a volver a México. El 15 de septiembre de 1913 Treviño fue nombrado Presidente del Supremo Tribunal Militar, aunque nunca llegaría a asumir dicho cargo, ya que el 29 de noviembre, y por razones de salud quedó relevado de cumplir tal comisión.
Tras el asesinato de Madero y la subida al poder de Huerta, el gobernador de Coahuila, Venustiano Carranza, lanzó el Plan de Guadalupe con el que desconocía la autoridad del general Huerta. Para ese momento Carranza tenía contemplado al veterano general Treviño para que se uniera al Ejército Constitucionalista, por lo que le envió una oferta, proponiéndole la jefatura del movimiento revolucionario y para ello envió a dos emisarios con la propuesta: al capitán Rafael Saldaña primero, y después al licenciado Eliseo Arredondo; sin embargo, en ambas ocasiones, Treviño, debido a su avanzada edad, terminó por declinar la oferta, lo que dio lugar a rumores de que Treviño aspiraba a ocupar la presidencia de la República.
Padeció, sin poder hacer nada, la amenaza del reparto de tierras y, ante sus propias limitaciones, emigró hacia la frontera. Murió en Laredo, Texas el 13 de noviembre de 1914, pocos días antes de cumplir los 79 años. Sus restos fueron regresados a Monterrey, donde se le rindieron honores dignos de un caudillo militar. Fue enterrado en el Panteón de El Carmen en la ciudad de Monterrey.

## Homenajes
El 4 de octubre de 1877, bajo el gobierno de Genaro Garza García, el general Jerónimo Treviño fue declarado Benemérito del Estado de Nuevo León por sus servicios prestados al Estado tanto en lo militar como en lo político, y además por:
- Su apoyo a la educación primaria, la cual decía debía ser obligatoria para niños y niñas, desde los 6 hasta los 14 años.
- Por la creación de una escuela por cada cárcel donde hubiera diez presos o más.
- Disponer que la Tesorería del Estado pagara la alimentación de los estudiantes internos del Colegio Civil, la expedición de un Reglamento Interior para el mismo y la terminación de su edificio en el lugar donde hasta hoy se encuentran las Preparatorias 1 y 3 de la UANL.
- La expedición de un Reglamento para el Hospital Civil, hoy Hospital Universitario.
- La introducción en la entidad del servicio de telégrafos para comunicar las principales ciudades.
- Por el impulso que dio a la industria y el comercio local en diferéntes órdenes.

## En la cultura popular
El actor Héctor Sáez interpretó a Jerónimo Treviño en la telenovela El vuelo del águila (Televisa, 1994-95).